# Diadromus arrisor
Diadromus arrisor är en stekelart som beskrevs av Wesmael 1845. Diadromus arrisor ingår i släktet Diadromus och familjen brokparasitsteklar. Arten är reproducerande i Sverige. Inga underarter finns listade i Catalogue of Life.